# 卡皮奧馬鎮區 (堪薩斯州艾奇遜縣)
卡皮奧馬鎮區（英語：Kapioma Township）是位於美國堪薩斯州艾奇遜縣的一個行政鎮區。

## 地方資料
卡皮奧馬鎮區的面積為122.97平方千米，當中陸地面積為122.90平方千米，而水域面積為0.07平方千米。根據2010年美國人口普查的數據，當地共有人口292人，而人口密度為每平方千米2.37人。

## 外部連結
- US-Counties.com
- City-Data.com （页面存档备份，存于）